# Pwn2Own
A Pwn2Own (trocadilho do inglês "invada para ser dono") é uma competição anual entre hackers, que acontece desde o ano de 2007, durante a conferência de segurança CanSecWest, organizada pela Zero Day Initiative (ZDI) da empresa japonesa Trend Micro. Os participantes são desafiados a explorar amplamente softwares e dispositivos móveis com vulnerabilidades previamente desconhecidas. Esta competição usa o sistema de pontos "Master of Pwn" para escolher o vencedor.
Os vencedores do concurso junto com o prêmio em dinheiro, também recebem o dispositivo que eles exploraram as vulnerabilidades computacionais, e uma jaqueta de "Masters" com o ano da sua vitória. O concurso serve para demonstrar as brechas de segurança dos dispositivos e softwares em uso generalizado, proporcionando também um posto de controle sobre os progressos realizados em matéria de segurança desde o ano anterior. 
A edição de 2025 será em janeiro na cidade japonesa de Tóquio, com foco na indústria automotiva.

## Histórico

### 2007
O primeiro concurso foi destinado a explorar brechas de segurança computacionais no sistema operacional Mac OS X da Apple, e o navegador web Safari; na época havia uma crença generalizada de que este sistema era muito mais seguro que os concorrentes. O concurso ocorreu de 18 de abril à 20 de abril de 2007.

### 2024
Em 2024 ocorreram duas edições: a primeira edição Pwn2Own Vancouver 2024 realizado em 20-21 de março,  que teve como vencedor a empresa de segurança cibernética Synacktiv, que ganhou 200 mil dólares e o carro Tesla Model 3, por uma exploração de estouro de número inteiro da unidade de controle eletrônico (ECU) do Tesla com controle de barramento CAN (barramento de comunicação serial); a segunda edição Pwn2Own Ireland 2024 realizada em 22-25 de outubro, a empresa de segurança cibernética Viettel recebeu o prêmio "Master of Pwn" por conquistar um total de 33 pontos, recebendo o prêmio de 205 mil dólares por falhas no QNAP NAS, Sonos speakers e, impressora Lexmark.

### 2025
A edição de 2025 (Pwn2Own Auto 2025), está agendado para 22-24 de janeiro na cidade japonesa de Tóquio (Japão), com foco na indústria automotiva e conta com quatro categorias: Tesla; In-Vehicle Infotainment (IVI); Electric Vehicle Chargers, e; Operating Systems.

### Exploits
| Candidato/Empresa                | Afiliação            | Ano           | Alvo                                                                  | Ref          |
| -------------------------------- | -------------------- | ------------- | --------------------------------------------------------------------- | ------------ |
| Dino Dai Zovi                    | Independente         | 2007          | Quicktime (Safari)                                                    | [ 12 ]       |
| Shane Macauley                   | Independente         | 2007          | Quicktime (Safari)                                                    | [ 12 ]       |
| Charlie Miller                   | ISE                  | 2008          | Safari (PCRE)                                                         |              |
| Jake Honoroff                    | ISE                  | 2008          | Safari (PCRE)                                                         |              |
| Mark Daniel                      | ISE                  | 2008          | Safari (PCRE)                                                         |              |
| Shane Macauley                   | Independente         | 2008          | Flash (Internet Explorer)                                             |              |
| Alexander Sotirov                | Independente         | 2008          | Flash (Internet Explorer)                                             |              |
| Derek Callaway                   | Independente         | 2008          | Flash (Internet Explorer)                                             |              |
| Charlie Miller                   | ISE                  | 2009          | Safari                                                                | [ 13 ]       |
| Nils                             | Independente         | 2009          | Internet Explorer, Safari e, Firefox                                  |              |
| Charlie Miller                   | ISE                  | 2010          | Safari                                                                |              |
| Peter Vreugdenhil                | Independente         | 2010          | Internet Explorer                                                     |              |
| Nils                             | Independent          | 2010          | Firefox                                                               |              |
| Ralf-Philipp Weinmann            | Independente         | 2010          | iOS                                                                   |              |
| Vincenzo Iozzo                   | Independente         | 2010          | iOS                                                                   |              |
| VUPEN                            | VUPEN                | 2011          | Safari 5 no MacBook Air                                               | [ 14 ]       |
| Stephen Fewer                    | Harmony Security     | 2011          | Internet Explorer 8 e, ASLR e DEP no Windows 7                        | [ 14 ]       |
| Charlie Miller                   | ISE                  | 2011          | iOS                                                                   |              |
| Dion Blazakis                    | ISE                  | 2011          | iOS                                                                   |              |
| Willem Pinckaers                 | Independente         | 2011          | BlackberryOS                                                          |              |
| Vincenzo Iozzo                   | Independente         | 2011          | BlackberryOS                                                          |              |
| Ralf-Philipp Weinmann            | Independente         | 2011          | BlackberryOS                                                          |              |
| VUPEN                            | VUPEN                | 2012          | Unknown                                                               |              |
| Willem Pinckaers                 | Independente         | 2012          | Unknown                                                               |              |
| Vincenzo Iozzo                   | Independente         | 2012          | Unknown                                                               |              |
| VUPEN                            | VUPEN                | 2013          | Internet Explorer, Flash, Java                                        |              |
| Nils                             | MWR Labs             | 2013          | Chrome                                                                |              |
| Jon                              | MWR Labs             | 2013          | Chrome                                                                |              |
| George Hotz                      | Independente         | 2013          | Adobe Reader                                                          |              |
| Joshua Drake                     | Independente         | 2013          | Java                                                                  |              |
| James Forshaw                    | Independente         | 2013          | Java                                                                  |              |
| Ben Murphy                       | Independente         | 2013          | Java                                                                  |              |
| Pinkie Pie                       | Independente         | 2013 (Mobile) | Chrome                                                                |              |
| VUPEN                            | VUPEN                | 2014          | Windows 8.1 e IE 11                                                   |              |
| Nico Joly                        | VUPEN                | 2014          | Windows Phone e IE 11 (Mobile)                                        |              |
| VUPEN                            | VUPEN                | 2014          | Windows 8.1 e Adobe Reader XI, Chrome, Adobe Flash e, Mozilla Firefox |              |
| Liang Chen, Zhao Zeguang         | equipe Keen, team509 | 2014          | Windows 8.1 e Adobe Flash                                             |              |
| Sebastian Apelt, Andreas Schmidt | Independente         | 2014          | Windows 8.1 e IE 11                                                   |              |
| Jüri Aedla                       | Independente         | 2014          | Windows 8.1 e Mozilla Firefox                                         |              |
| Mariusz Mlynski                  | Independente         | 2014          | Windows 8.1 e Mozilla Firefox                                         |              |
| George Hotz                      | Independente         | 2014          | Windows 8.1 e Mozilla Firefox                                         |              |
| Liang Chen, Zhao Zeguang         | equipe Keen, team509 | 2014          | OSX Mavericks Safari                                                  |              |
| Jung Hoon Lee, "lokihardt"       | Independente         | 2015          | Windows, IE 11, Google Chrome e, Safari                               | [ 3 ] [ 15 ] |
| Nico Golde, Daniel Komaromy      | Independente         | 2015 (Mobile) | Samsung Galaxy S6 Baseband                                            |              |
| Guang Gong                       | Qihoo 360            | 2015 (Mobile) | Nexus 6 Chrome                                                        |              |
| JungHoon Lee, "lokihardt"        |                      | 2016          | Safari e Edge                                                         | [ 16 ]       |
| Synacktiv (Pwn2Own Vancouver)    | Synacktiv            | 2024          | Tesla Model 3                                                         | [ 4 ]        |
| Viettel (Pwn2Own Ireland)        | Viettel              | 2024          | QNAP NAS, Sonos speakers e, impressora Lexmark                        | [ 5 ] [ 11 ] |